# Keenen Ivory Wayans
Keenen Ivory Desuma Wayans, Sr. (New York, 8 giugno 1958) è un attore, regista, comico, imitatore, sceneggiatore, produttore televisivo e produttore cinematografico statunitense.

## Biografia
Normalmente collabora ai propri progetti insieme ai fratelli Damon (attore, sceneggiatore, comico), Marlon (attore, produttore e regista) e Shawn (attore).

## Filmografia

### Regista
- Scappa, scappa... poi ti prendo! (1988)
- Detective Shame: indagine ad alto rischio (A Low Down Dirty Shame) (1994)
- Scary Movie (2000)
- Scary Movie 2 (2001)
- White Chicks (2004)
- Quel nano infame (Little Man) (2006)

### Sceneggiatore
- Scappa, scappa... poi ti prendo! (1988)
- Detective Shame: indagine a rischio (1994)
- White Chicks (2004)
- Quel nano infame (2006)

### Attore
- Hollywood Shuffle, regia di Robert Townsend (1987)
- Scappa, scappa... poi ti prendo! (1988)
- Detective Shame: indagine ad alto rischio (A Low Down Dirty Shame) (1994)
- Un ragazzo veramente speciale (Don't Be a Menace to South Central While Drinking Your Juice in the Hood) (1996)
- Delitti inquietanti (Glimmer Man), regia di John Gray (1996)
- Testimone involontario (Most Wanted), regia di David Hogan (1997)
- Scary Movie (2000 - Cameo)
- Tutto in famiglia - serie TV, 1 episodio (2001)
- Dance Flick, regia di Damien Dante Wayans (2009)

## Riconoscimenti
- Razzie Awards
  - 2006 – Candidatura alla peggior regia per Quel nano infame

## Doppiatori italiani
Nelle versioni in italiano delle opere in cui ha recitato, Keenen Ivory Wayans è stato doppiato da:
- Francesco Pannofino in Detective Shame: indagine ad alto rischio, Delitti inquietanti
- Massimo Lodolo in Hollywood Shuffle
- Stefano Benassi in Testimone involontario
- Francesco Prando in Tutto in famiglia